# Alfred Lomas
Alfred Lomas (* 30. April 1928 in Stockport; † 6. Januar 2021) war ein britischer Politiker der Labour Party.

## Leben
Lomas hatte in der Labour Party verschiedene Parteiämter auf allen Ebenen inne. Von 1979 bis 1999 war er Abgeordneter im Europäischen Parlament und in dieser Zeit auch Vorsitzender der Delegation der Labour Party.